# NAOKI (가수)
코바야시 나오키(일본어: 小林 直己, 1984년 11월 10일 ~ )는 일본의 댄서이며, EXILE, 3대째 J Soul Brothers의 멤버이다.
치바 현 인자이시 출신. LDH 소속.

## 내력
고교 시절, 가수의 꿈을 가지고 보이스 트레이닝에 다니던 중, 리듬감을 붙이기 위해 댄스 스쿨에 다니기 시작한다. 고교 졸업 후, 호세이 대학에 입학하지만, 〈댄스로 일한다〉라는 꿈을 추구하기 위해 중퇴한다.
2006년, 댄스 팀 〈RAG POUND〉과 알게 되어, AKIRA와 만난다. 7월, RAG POUND에 가입. 10월, 〈J Soul Brothers〉 선출 오디션에 도전하지만 낙선.
2007년 11월 10일, J Soul Brothers에 가입.
2009년 3월 1일, EXILE에 가입.
2010년 11월 10일부터, EXILE과 병행해 3대째 J Soul Brothers의 리더 겸 퍼포머로서 활동한다.
2012년 1월 25일, 발달성 척주관 협착증이라 진단되어, 수개월의 치료 중, 댄스 등의 격한 움직임을 하게 되는 퍼포먼스를 삼간다고 발표. NAOKI는 〈치료에 지장이 되지 않는 활동은, 지금까지와 마찬가지로 열심히 몰두하려고 합니다〉라고 이야기했다.
2014년 7월 22일, 예명을 NAOKI에서 본명인 코바야시 나오키로 개명.

## 참가 그룹
- RAG POUND (2006년 7월)
- 2대째 J Soul Brothers (2007년 11월 10일 ~ 2009년 3월 1일)
- EXILE (2009년 3월 1일 ~ )
- 3대째 J Soul Brothers (2010년 11월 10일 ~ )
- DANCE EARTH PARTY (2014년)
- ®AG POUND (2015년)
- THE Sharehappi from 3대째 J Soul Brothers (2015년 ~ )

## 출연

### 드라마
- 쿠로하~기수의 여성 수사관 (2015년 2월 22일, TV 아사히) - 라이운 역
- 나이트 히어로 NAOTO (2016년 4월 ~ 6월, TV 도쿄) - 코바야시 나오키 역

### 영화
- 타타라 사무라이 (2017년)
- 지진새 (2019년)
- 댓 모먼트, 마이 하트 크라이드 (2019년)

### CM
- GREE 〈성전 케르베로스〉 (2012년)
- 후지쯔 ARROWS (2012년)
- 에자키 글리코 〈포키〉 (2015년)

### 뮤직 비디오
- EXILE THE SECOND 〈YEAH!! YEAH!! YEAH!!〉 (2016년)